# Borawskie-Awissa-Kolonia
Pour les articles homonymes, voir Borawskie.
Borawskie-Awissa-Kolonia [bɔˈrafskʲɛ aˈvissa kɔˈlɔɲa] est un village polonais de la gmina de Radziłów dans le powiat de Grajewo et dans la voïvodie de Podlachie.